# Nemo Crater
Nemo Crater (łac. Krater Nemo) – krater na Charonie, odkryty w 2015 r. przez amerykańską sondę New Horizons i nazwany w 2018 r. przez Międzynarodową Unię Astronomiczną imieniem kapitana okrętu podwodnego Nautilus z powieści Juliusza Verne'a.